# Danh sách người đoạt giải Nobel Hóa học
Giải Nobel hóa học (Tiếng Thụy Điển: Nobelpriset i kemi) là một giải thưởng thường niên của Viện Caroline (Karolinska Institutet). Đây là một trong năm giải Nobel do Alfred Nobel thành lập vào năm 1895 trao cho các lĩnh vực Vật lý, Văn học, Hòa bình, cùng Sinh lý học và Y khoa từ năm 1901. Theo lời của Nobel trong di chúc, Giải Nobel Hóa học do Quỹ Nobel quản lý và được trao bởi ủy ban gồm năm thành viên được lựa chọn từ Viện Hàn lâm Khoa học Hoàng gia Thụy Điển . Người nhận giải Nobel Hóa học đầu tiên là nhà khoa học người Hà Lan Jacobus Henricus van 't Hoff với công trình khám phá ra các định luật về động lực học hóa học và áp suất thẩm thấu trong các dung dịch . Mỗi nhà khoa học nhận được một huy chương, bằng chứng nhận và cùng với phần thưởng tài chính, số tiền thưởng hàng năm có thay đổi theo thời gian . Như năm 1901, Jacobus Henricus van 't Hoff nhận được phần thưởng trị giá 150.782 SEK, tính ra tương đương với 7.731.004 SEK với tỷ giá vào thời điểm tháng 12 năm 2008. Kể từ năm 2001, giải thưởng tài chính hàng năm là 10.000.000 SEK. Lễ trao giải thưởng diễn ra hàng năm ở Stockholm vào ngày 10 tháng 12, đúng vào ngày mất của Nobel .
Từ năm 1901 tới năm 2017, Ủy ban Nobel đã trao tặng 108 giải Nobel Hóa học cho 178 nhà khoa học trên khắp thế giới, trong đó chỉ có bốn người là phụ nữ, đó là: Marie Curie (1911), Irène Joliot-Curie (1935), Dorothy Hodgkin (1964) và Ada Yonath (2009) . Trong năm 2017, giải Nobel Hóa học được trao cho ba nhà khoa học: Jacques Dubochet, Joachim Frank, Richard Henderson    cho nghiên cứu phát triển hiển vi điện tử lạnh giúp xác định cấu trúc với độ phân giải các phân tử sinh học trong dung dịch. Ba nhà khoa học nhận một giải thưởng trị giá 9.000.000 SEK, tương đương với 1 triệu € hay 1,1 triệu USD. Marie Curie và Dorothy Crowfoot Hodgkin là hai nhà nữ khoa học đã nhận giải Nobel Hóa học độc lập, không phải chia sẻ với ai. Trong số những nhà khoa học đoạt giải, 25 người có công trình nghiên cứu về hóa hữu cơ là lĩnh vực có nhiều giải Nobel hóa học nhất . Xét về tuổi tác, người đoạt giải Nobel Hóa học trẻ nhất là Koichi Tanaka vào năm 2002 khi 43 tuổi. Người đoạt giải Nobel lớn tuổi nhất là Charles J. Perdersen vào năm 1987 khi ông đã sang tuổi 83 . Nhà Curie có lẽ cũng là gia đình nhận giải Nobel nhiều nhất. Hai vợ chồng Marie Curie và Pierre Curie đã được trao giải Nobel Vật lý vào năm 1903. Marie Curie nhận giải Nobel Hóa học vào năm 1911. Con gái của họ là Irene Joliot-Curie được trao giải Nobel Hóa học vào năm 1935, cùng với chồng Frederic Joliot. Ngoài ra còn có Linus Carl Pauling và  được trao giải Nobel 2 lần trong hai lĩnh vực hóa học và hòa bình . Có 8 năm giải thưởng không được tổ chức: 1916, 1917, 1919, 1924, 1933, 1940, 1941, 1942. Có thể không trao giải do ảnh hưởng của thế chiến I và thế chiến II.

## Các danh sách giải Nobel khác
- Danh sách người Châu Á đoạt giải Nobel
- Danh sách người đoạt giải Nobel Vật lý
- Danh sách người đoạt giải Nobel Hóa học
- Danh sách người đoạt giải Nobel Sinh lý học và Y khoa
- Danh sách người đoạt giải Nobel Văn học
- Danh sách người đoạt giải Nobel Hòa bình
- Danh sách người đoạt giải Nobel Kinh tế
- Danh sách người da đen đoạt giải Nobel
- Danh sách người Hồi Giáo đoạt giải Nobel
- Danh sách người Kitô giáo đoạt giải Nobel
- Danh sách người Do Thái đoạt giải Nobel
- Danh sách phụ nữ đoạt giải Nobel

## Danh sách
| Năm  | Ảnh                                      | Tên                                                      | Quốc tịch                | Công trình | Chú thích       |
| ---- | ---------------------------------------- | -------------------------------------------------------- | ------------------------ | --- | --------------- |
| 1901 | Jacobus Henricus van 't Hoff             | Jacobus Henricus van't Hoff                              | Hà Lan                   | Khám phá ra các định luật về động lực học hóa học và áp suất thẩm thấu trong các dung dịch. | [ 3 ]           |
| 1902 | Hermann Emil Fischer                     | Hermann Emil Fischer                                     | Đế quốc Đức              | Nghiên cứu về sự tổng hợp các nhóm đường và purine. | [ 11 ]          |
| 1903 | Svante Arrhenius                         | Svante Arrhenius                                         | Thụy Điển                | Tìm ra thuyết điện ly hóa học (theory of electrolytic dissociation). | [ 12 ]          |
| 1904 | William Ramsay                           | Sir William Ramsay                                       | Anh                      | Phát hiện ra các khí hiếm trong không khí và xác định vị trí của chúng trong bảng tuần hoàn. | [ 13 ]          |
| 1905 | Adolf von Baeyer                         | Adolf von Baeyer                                         | Đế quốc Đức              | Phát triển ngành Hóa hữu cơ và Công nghiệp hóa học, qua các công trình nghiên cứu về thuốc nhuộm hữu cơ và hydrocacbon thơm.                                                                           | [ 14 ]          |
| 1906 | Henri Moissan                            | Henri Moissan                                            | Pháp                     | Nghiên cứu và cách ly chất Flo, cũng như phát mình ra các lò điện phục vụ cho khoa học mang tên ông.                                                                                                   | [ 15 ]          |
| 1907 | Eduard Buchner                           | Eduard Buchner                                           | Đế quốc Đức              | Nghiên cứu trong ngành Hóa sinh, khám phá sự lên men không cần tế bào. | [ 16 ]          |
| 1908 | Ernest Rutherford                        | Ernest Rutherford                                        | New Zealand Anh          | Nghiên cứu về sự phân rã các nguyên tố và hóa học các chất phóng xạ. | [ 17 ]          |
| 1909 | Ostwald                                  | Wilhelm Ostwald                                          | Đế quốc Đức              | Nghiên cứu về các chất xúc tác, và những phát hiện của ông về sự cân bằng hóa học và vận tốc phản ứng hóa học.                                                                                         | [ 18 ]          |
| 1910 | Otto Wallach                             | Otto Wallach                                             | Đế quốc Đức              | Đóng góp trong sự phát triển ngành Hóa hữu cơ và Công nghiệp hóa học, bằng những nghiên cứu tiên phong trong lĩnh vực các hợp chất Alicyclic.                                                          | [ 19 ]          |
| 1911 | Marie Curie                              | Marie Curie                                              | Ba Lan Pháp              | Khám phá ra các nguyên tố hóa học radi và poloni, cô lập được nguyên tố radi, nghiên cứu về nguồn gốc cũng như về các hợp chất của nó.                                                                 | [ 20 ]          |
| 1912 | Viktor-grignard                          | Victor Grignard                                          | Pháp                     | Khám phá ra thuốc thử Grignard, nhờ đó cho phép những bước tiến vượt bậc trong ngành hóa học hữu cơ | [ 21 ]          |
| 1912 | Paul Sabatier                            | Paul Sabatier                                            | Pháp                     | Phương pháp hydrogen hóa các hợp chất hữu cơ với sự hiện diện của các kim loại đã được chia nhỏ, nhờ đó cho phép những bước tiến vượt bậc trong ngành hóa học hữu cơ                                   | [ 21 ]          |
| 1913 | Alfred Werner                            | Alfred Werner                                            | Đế quốc Đức Thụy Sĩ      | Nghiên cứu về liên kết nguyên tử trong phân tử vô cơ (liên kết phức chất). | [ 22 ]          |
| 1914 | Theodore William Richards                | Theodore William Richards                                | Mỹ                       | Xác định khối lượng nguyên tử. | [ 23 ]          |
| 1915 | Richard Willstätter                      | Richard Martin Willstätter                               | Đế quốc Đức              | Nghiên cứu về sắc tố thực vật, đặc biệt là chất Chorphyll. | [ 24 ]          |
| 1916 | KHÔNG TRAO GIẢI                          | KHÔNG TRAO GIẢI                                          | KHÔNG TRAO GIẢI          | KHÔNG TRAO GIẢI | KHÔNG TRAO GIẢI |
| 1917 | KHÔNG TRAO GIẢI                          | KHÔNG TRAO GIẢI                                          | KHÔNG TRAO GIẢI          | KHÔNG TRAO GIẢI | KHÔNG TRAO GIẢI |
| 1918 | Richard Willstätter                      | Fritz Haber                                              | Đế quốc Đức              | Tổng hợp ammoniac từ các nguyên tố | [ 25 ]          |
| 1919 | KHÔNG TRAO GIẢI                          | KHÔNG TRAO GIẢI                                          | KHÔNG TRAO GIẢI          | KHÔNG TRAO GIẢI | KHÔNG TRAO GIẢI |
| 1920 | Walther Hermann Nernst                   | Walther Hermann Nernst                                   | Đức                      | Nghiên cứu tính toán về ái lực hoá học và định luật 3 của nhiệt động lực học | [ 26 ]          |
| 1921 | Frederick Soddy                          | Frederick Soddy                                          | Anh                      | Nghiên cứu về phóng xạ biến đổi các nguyên tố và chứng minh sự tồn tại đồng vị của các nguyên tố phóng xạ                                                                                              | [ 27 ]          |
| 1922 | Francis William Aston                    | Francis William Aston                                    | Anh                      | Nghiên cứu về tỉ lệ các hạt vật chất trong đồng vị của các nguyên tố không phóng xạ | [ 28 ]          |
| 1923 | Fritz Pregl                              | Fritz Pregl                                              | Áo                       | Nghiên cứu về vi phân tích định lượng hoá học hữu cơ | [ 29 ]          |
| 1924 | KHÔNG TRAO GIẢI                          | KHÔNG TRAO GIẢI                                          | KHÔNG TRAO GIẢI          | KHÔNG TRAO GIẢI | KHÔNG TRAO GIẢI |
| 1925 | không khung                              | Richard Adolf Zsigmondy                                  | Đức Áo                   | Khám phá về các chất keo | [ 30 ]          |
| 1926 | Theodor Svedberg                         | Theodor Svedberg                                         | Thụy Điển                | Nghiên cứu về sự ly tâm siêu tốc phân tích (hệ phân tán) | [ 31 ]          |
| 1927 | Heinrich Otto Wieland                    | Heinrich Otto Wieland                                    | Đức                      | Nghiên cứu về axit steroid | [ 32 ]          |
| 1928 | Adolf Otto Reinhold Windaus              | Adolf Otto Reinhold Windaus                              | Đức                      | Nghiên cứu về sterol và quan hệ của chúng với các vitamin | [ 33 ]          |
| 1929 | Arthur Harden                            | Arthur Harden                                            | Anh                      | Nghiên cứu về sự lên men đường và các enzim lên men | [ 34 ]          |
| 1929 | Hans Karl August Simon von Euler-Chelpin | Hans Karl August Simon von Euler-Chelpin                 | Thụy Điển Đế quốc Đức    | Nghiên cứu về sự lên men đường và các enzim lên men | [ 34 ]          |
| 1930 | Hans Fischer                             | Hans Fischer                                             | Đức                      | Nghiên cứu về tổng hợp bilirubin và hematin | [ 35 ]          |
| 1931 |                                          | Carl Bosch                                               | Đức                      | Tiên phong trong nghiên cứu về công nghiệp hoá học áp suất cao | [ 36 ]          |
| 1931 |                                          | Friedrich Bergius                                        | Đức                      | Tiên phong trong nghiên cứu về công nghiệp hoá học áp suất cao | [ 36 ]          |
| 1932 |                                          | Irving Langmuir                                          | Mỹ                       | Nghiên cứu về hoá học các bề mặt | [ 37 ]          |
| 1933 | KHÔNG TRAO GIẢI                          | KHÔNG TRAO GIẢI                                          | KHÔNG TRAO GIẢI          | KHÔNG TRAO GIẢI | KHÔNG TRAO GIẢI |
| 1934 |                                          | Harold Clayton Urey                                      | Mỹ                       | Tìm ra Đơteri đồng vị quan trọng của Hydro ứng dụng trong các phản ứng nhiệt hạch | [ 38 ]          |
| 1935 |                                          | Frédéric Joliot-Curie                                    | Pháp                     | Tìm ra hiện tượng phóng xạ nhân tạo | [ 39 ]          |
| 1935 |                                          | Irène Joliot-Curie                                       | Pháp                     | Tìm ra hiện tượng phóng xạ nhân tạo | [ 39 ]          |
| 1936 |                                          | Petrus (Peter) Josephus Wilhelmus Debye                  | Hà Lan                   | Nghiên cứu về momen lưỡng cực, sự khuếch tán của tia X và điện tử các khí. | [ 40 ]          |
| 1937 | Walter Haworth                           | Sir Walter Norman Haworth                                | Anh                      | Nghiên cứu về các cacbonhidrat và các vitamin C, A, B2 | [ 41 ]          |
| 1937 |                                          | Paul Karrer                                              | Thụy Sĩ                  | Nghiên cứu về các cacbonhidrat và các vitamin C, A, B2 | [ 41 ]          |
| 1938 | Richard Kuhn                             | Richard Kuhn                                             | Đức Áo                   | Nghiên cứu về các carotenoid và các vitamin | [ 42 ]          |
| 1939 | không khung                              | Adolf Butenandt                                          | Đức                      | Nghiên cứu về steroid giới tính, polymethylene và terpene bậc cao. | [ 43 ]          |
| 1939 | Lavoslav Ruzicka                         | Lavoslav (Leopold) Ružička                               | Thụy Sĩ                  | Nghiên cứu về steroid giới tính, polymethylene và terpene bậc cao. | [ 43 ]          |
| 1940 | KHÔNG TRAO GIẢI                          | KHÔNG TRAO GIẢI                                          | KHÔNG TRAO GIẢI          | KHÔNG TRAO GIẢI | KHÔNG TRAO GIẢI |
| 1941 | KHÔNG TRAO GIẢI                          | KHÔNG TRAO GIẢI                                          | KHÔNG TRAO GIẢI          | KHÔNG TRAO GIẢI | KHÔNG TRAO GIẢI |
| 1942 | KHÔNG TRAO GIẢI                          | KHÔNG TRAO GIẢI                                          | KHÔNG TRAO GIẢI          | KHÔNG TRAO GIẢI | KHÔNG TRAO GIẢI |
| 1943 | George de Hevesy                         | George de Hevesy                                         | Hungary                  | Sử dụng các đồng vị làm nguyên tử đánh dấu trong việc nghiên cứu các quá trình hoá học | [ 44 ]          |
| 1944 | Otto Hahn                                | Otto Hahn                                                | Đức                      | Nghiên cứu về sự phân hạch của các hạt nhân nặng | [ 45 ]          |
| 1945 | Artturi Ilmari Virtanen                  | Artturi Ilmari Virtanen                                  | Phần Lan                 | Nghiên cứu về các chất hoá học nông nghiệp và hoá học dinh dưỡng | [ 46 ]          |
| 1946 | James Batcheller Sumner                  | James Batcheller Sumner                                  | Mỹ                       | Điều chế, kết tinh các enzim và virus protein ở trạng thái nguyên chất | [ 47 ]          |
| 1946 | John Howard Northrop                     | John Howard Northrop                                     | Mỹ                       | Điều chế, kết tinh các enzim và virus protein ở trạng thái nguyên chất | [ 47 ]          |
| 1946 | Wendell Meredith Stanley                 | Wendell Meredith Stanley                                 | Mỹ                       | Điều chế, kết tinh các enzim và virus protein ở trạng thái nguyên chất | [ 47 ]          |
| 1947 | Robert Robinson                          | Robert Robinson                                          | Anh                      | Khám phá về các chất nhuộm màu thực vật và ankaloids | [ 48 ]          |
| 1948 | Arne Wilhelm Kaurin Tiselius             | Arne Wilhelm Kaurin Tiselius                             | Thụy Điển                | Nghiên cứu về sự điện ly và phân tích bằng hấp phụ | [ 49 ]          |
| 1949 |                                          | William Francis Giauque                                  | Mỹ                       | Đóng góp trong lĩnh vực nhiệt động hoá học, tính chất của các chất ở nhiệt độ thấp | [ 50 ]          |
| 1950 |                                          | Otto Diels                                               | Đức                      | Tổng hợp Diene | [ 51 ]          |
| 1950 |                                          | Kurt Alder                                               | Đức                      | Tổng hợp Diene | [ 51 ]          |
| 1951 |                                          | Edwin Mattison McMillan                                  | Mỹ                       | Khám phá các siêu nguyên tố uranium | [ 52 ]          |
| 1951 |                                          | Glenn Theodore Seaborg                                   | Mỹ                       | Khám phá các siêu nguyên tố uranium | [ 52 ]          |
| 1952 |                                          | Archer John Porter Martin                                | Anh                      | phát minh sự chụp ảnh màu sắc để phân chia | [ 53 ]          |
| 1952 |                                          | Richard Laurence Millington Synge                        | Anh                      | phát minh sự chụp ảnh màu sắc để phân chia | [ 53 ]          |
| 1953 |                                          | Hermann Staudinger                                       | Đức                      | Khám phá các chất cao phân tử. | [ 54 ]          |
| 1954 |                                          | Linus Carl Pauling                                       | Mỹ                       | Nghiên cứu bản chất của liên kết hoá học và áp dụng nó vào việc xác định cấu trúc các phức chất | [ 55 ]          |
| 1955 | không khung                              | Vincent du Vigneaud                                      | Mỹ                       | Nhận biết được cấu trúc và tổng hợp toàn bộ các peptit tuần hoàn oxytocin (hormon polipeptit). | [ 56 ]          |
| 1956 |                                          | Cyril Norman Hinshelwood                                 | Anh                      | Nghiên cứu về cơ chế các phản ứng hoá học | [ 57 ]          |
| 1956 |                                          | Nikolay Nikolaevich Semyonov Никола́й Никола́евич Семёнов) | Liên Xô                  | Nghiên cứu về cơ chế các phản ứng hoá học | [ 57 ]          |
| 1957 |                                          | Alexander R. Todd                                        | Anh                      | Nghiên cứu về các nucleotide. | [ 58 ]          |
| 1958 | Frederick Sanger                         | Frederick Sanger                                         | Anh                      | Làm sáng tỏ cấu trúc protein đặc biệt là insulin. | [ 59 ]          |
| 1959 | Jaroslav Heyrovsky                       | Jaroslav Heyrovsky                                       | Tiệp Khắc                | Phát minh ra phương pháp cực phổ mở đầu cho ngành điện hoá học phân tích | [ 60 ]          |
| 1960 |                                          | Willard Frank Libby                                      | Mỹ                       | Phát minh phương pháp dùng cacbon-14 để xác định niên đại cá cổ vật,.. | [ 61 ]          |
| 1961 |                                          | Melvin Calvin                                            | Anh                      | Nghiên cứu sự chuyển hóa sinh hóa của khí cacbonic ở thực vật. | [ 62 ]          |
| 1962 |                                          | Max Ferdinand Perutz                                     | Anh Áo                   | Nghiên cứu cấu tạo của các prôtêin hình cầu | [ 63 ]          |
| 1962 |                                          | John Cowdery Kendrew                                     | Anh                      | Nghiên cứu cấu tạo của các prôtêin hình cầu | [ 63 ]          |
| 1963 |                                          | Karl Ziegler                                             | Đức                      | Phát minh trong lĩnh vực hóa học và công nghệ các hợp chất của phân tử | [ 64 ]          |
| 1963 |                                          | Giulio Natta                                             | Ý                        | Phát minh trong lĩnh vực hóa học và công nghệ các hợp chất của phân tử | [ 64 ]          |
| 1964 | không khung                              | Dorothy Crowfoot Hodgkin                                 | Anh                      | Xác định công thức cấu tạo của các chất hoạt động sinh học bằng kĩ thuật X quang. | [ 65 ]          |
| 1965 |                                          | Robert Burns Woodward                                    | Mỹ                       | Nghiên cứu về tổng hợp hữu cơ | [ 66 ]          |
| 1966 |                                          | Robert Sanderson Mulliken                                | Mỹ                       | Nghiên cứu liên kết hóa học và cấu trúc electron của phân tử bằng phương pháp orbitan phân tử | [ 67 ]          |
| 1967 |                                          | Manfred Eigen                                            | Đức                      | Nghiên cứu các phản ứng cực nhanh bằng cách chuyển dịch cân bằng nhờ xung năng lượng ngắn | [ 68 ]          |
| 1967 | không khung                              | Ronald George Wreyford Norrish                           | Anh                      | Nghiên cứu các phản ứng cực nhanh bằng cách chuyển dịch cân bằng nhờ xung năng lượng ngắn | [ 68 ]          |
| 1967 |                                          | George Porter                                            | Anh                      | Nghiên cứu các phản ứng cực nhanh bằng cách chuyển dịch cân bằng nhờ xung năng lượng ngắn | [ 68 ]          |
| 1968 | Onsager                                  | Lars Onsager                                             | Mỹ Na Uy                 | Thiết kế quan hệ tương hỗ trong quá trình không thuận nghịch | [ 69 ]          |
| 1969 |                                          | Sir Derek Harold Richard Barton                          | Anh                      | Phát triển và ứng dụng khái niệm hình thể (conformation) trong hóa học. | [ 70 ]          |
| 1969 | không khung                              | Odd Hassel                                               | Na Uy                    | Phát triển và ứng dụng khái niệm hình thể (conformation) trong hóa học. | [ 70 ]          |
| 1970 | Luis Federico Leloir                     | Luis Federico Leloir                                     | Argentina                | Khám phá các nucleolit đường và vai trò của chúng trong tổng hợp sinh học các cacbonhidrat | [ 71 ]          |
| 1971 | Gerhard Herzberg                         | Gerhard Herzberg                                         | Canada Đức               | Nghiên cứu cấu trúc electron và hình học của phân tử, đặc biệt là các gốc tự do | [ 72 ]          |
| 1972 | Christian B. Anfinsen                    | Christian B. Anfinsen                                    | Mỹ                       | Nghiên cứu ribonucleaza | [ 73 ]          |
| 1972 |                                          | Stanford Moore                                           | Mỹ                       | Nghiên cứu mối quan hệ giữa cấu trúc hóa học và hoạt tính xúc tác của trung tâm hoạt động của phân tử ribonucleaza                                                                                     | [ 73 ]          |
| 1972 |                                          | William Howard Stein                                     | Mỹ                       | Nghiên cứu mối quan hệ giữa cấu trúc hóa học và hoạt tính xúc tác của trung tâm hoạt động của phân tử ribonucleaza                                                                                     | [ 73 ]          |
| 1973 |                                          | Ernst Otto Fischer                                       | Đức                      | Nghiên cứu các hợp chất cơ kim cấu tạo sandwich | [ 74 ]          |
| 1973 | Geoffrey Wilkinson                       | Geoffrey Wilkinson                                       | Anh                      | Nghiên cứu các hợp chất cơ kim cấu tạo sandwich | [ 74 ]          |
| 1974 | không khung                              | Paul J. Flory                                            | Mỹ                       | Nghiên cứu về lý thuyết và thực nghiệm trong hoá lý các đại phân tử | [ 75 ]          |
| 1975 | không khung                              | John Cornforth                                           | Anh                      | Nghiên cứu hoá học lập thể các phản ứng giữa những enzim và các phản ứng hữu cơ | [ 76 ]          |
| 1975 | Vladimir                                 | Vladimir Prelog                                          | Thụy Sĩ                  | Nghiên cứu hoá học lập thể các phản ứng giữa những enzim và các phản ứng hữu cơ | [ 76 ]          |
| 1976 | William Lipscomb                         | William Nunn Lipscomb, Jr.                               | Hoa Kỳ                   | Tìm ra cấu trúc các boran. | [ 77 ]          |
| 1977 | không khung                              | Ilya Prigogine                                           | Mỹ Nga                   | Đóng góp vào nhiệt động học các hệ không cân bằng và lý thuyết các cấu trúc. | [ 78 ]          |
| 1978 |                                          | Peter D. Mitchell                                        | Anh                      | Nghiên cứu về sự di chuyển năng lượng trong sinh học. | [ 79 ]          |
| 1979 |                                          | Herbert C. Brown                                         | Mỹ Anh                   | Phát triển các hợp chất của Bo và Phosphor trong tổng hợp hữu cơ. | [ 80 ]          |
| 1979 |                                          | Georg Wittig                                             | Đức                      | Phát triển các hợp chất của Bo và Phosphor trong tổng hợp hữu cơ. | [ 80 ]          |
| 1980 | Paul Berg                                | Paul Berg                                                | Mỹ                       | Nghiên cứu cơ bản về hóa sinh axít nucleic. | [ 81 ]          |
| 1980 | Walter Gilbert                           | Walter Gilbert                                           | Mỹ                       | Đóng góp liên quan tới chuỗi axít nucleic. | [ 81 ]          |
| 1980 | Frederick Sanger                         | Frederick Sanger                                         | Anh                      | Đóng góp liên quan tới chuỗi axít nucleic. | [ 81 ]          |
| 1981 | không khung                              | Fukui Kenichi (福井 謙)                                  | Nhật Bản                 | Nghiên cứu về hóa học lý thuyết trong thúc đẩy quá trình của các phản ứng hóa học. | [ 82 ]          |
| 1981 | Roald Hoffmann                           | Roald Hoffmann                                           | Mỹ                       | Nghiên cứu về hóa học lý thuyết trong thúc đẩy quá trình của các phản ứng hóa học. | [ 82 ]          |
| 1982 |                                          | Aaron Klug                                               | Nam Phi Anh              | Nghiên cứu về cấu trúc gene. | [ 83 ]          |
| 1983 | không khung                              | Henry Taube                                              | Mỹ Canada                | Giải thích phản ứng hóa học trong mọi vật, từ quang hợp ở thực vật cho tới pin và các tế bào nhiên liệu.                                                                                               | [ 84 ]          |
| 1984 | không khung                              | Robert Bruce Merrifield                                  | Mỹ                       | Phát triển phương pháp luận cho tổng hợp hóa học trên nền rắn. | [ 85 ]          |
| 1985 | Herbert A. Hauptman                      | Herbert A. Hauptman                                      | Mỹ                       | Nghiên cứu phát triển các phương pháp xác định cấu trúc phân tử của pha lê. | [ 86 ]          |
| 1985 | không khung                              | Jerome Karle                                             | Mỹ                       | Nghiên cứu phát triển các phương pháp xác định cấu trúc phân tử của pha lê. | [ 86 ]          |
| 1986 | Dudley R. Herschbach                     | Dudley R. Herschbach                                     | Mỹ                       | Nghiên cứu chứng tỏ cách thức các phản ứng hóa học cơ bản diễn ra. | [ 87 ]          |
| 1986 | không khung                              | Lý Viễn Triết Yuan T. Lee (李遠哲)                       | Mỹ Đài Loan              | Nghiên cứu chứng tỏ cách thức các phản ứng hóa học cơ bản diễn ra. | [ 87 ]          |
| 1986 | không khung                              | John C. Polanyi                                          | Canada                   | Nghiên cứu chứng tỏ cách thức các phản ứng hóa học cơ bản diễn ra. | [ 87 ]          |
| 1987 |                                          | Donald J. Cram                                           | Mỹ                       | Nghiên cứu tổng hợp các phân tử có thể bắt chước các phản ứng sinh học quan trọng. | [ 88 ]          |
| 1987 |                                          | Charles J. Pedersen                                      | Mỹ                       | Nghiên cứu tổng hợp các phân tử có thể bắt chước các phản ứng sinh học quan trọng. | [ 88 ]          |
| 1987 | Jean-Marie Lehn                          | Jean-Marie Lehn                                          | Pháp                     | Nghiên cứu tổng hợp các phân tử có thể bắt chước các phản ứng sinh học quan trọng. | [ 88 ]          |
| 1988 |                                          | Johann Deisenhofer                                       | Đức                      | Xác định được cấu trúc của các protein nhất định cần trong quang hợp. | [ 89 ]          |
| 1988 | không khung                              | Robert Huber                                             | Đức                      | Xác định được cấu trúc của các protein nhất định cần trong quang hợp. | [ 89 ]          |
| 1988 | không khung                              | Hartmut Michel                                           | Đức                      | Xác định được cấu trúc của các protein nhất định cần trong quang hợp. | [ 89 ]          |
| 1989 | Altman                                   | Sidney Altman                                            | Canada Mỹ                | Chứng minh một cách độc lập rằng RNA còn có thể trợ giúp tích cực cho các phản ứng hóa học. | [ 90 ]          |
| 1989 | Cech                                     | Thomas Cech                                              | Mỹ                       | Chứng minh một cách độc lập rằng RNA còn có thể trợ giúp tích cực cho các phản ứng hóa học. | [ 90 ]          |
| 1990 | không khung                              | Elias James Corey                                        | Mỹ                       | Phát triển giả thuyết và phương pháp luận của tổng hợp hữu cơ. | [ 91 ]          |
| 1991 | Ernst                                    | Richard R. Ernst                                         | Thụy Sĩ                  | Đóng góp cho sự phát triển phổ cộng hưởng từ hạt nhân độ phân giải cao (NMR). | [ 92 ]          |
| 1992 | Marcus                                   | Rudolph A. Marcus                                        | Mỹ Canada                | Đóng góp vào giả thuyết các phản ứng truyền điện trong các hệ thống hóa học. | [ 93 ]          |
| 1993 | Mullis                                   | Kary B. Mullis                                           | Mỹ                       | Nghiên cứu phát triển hai phương pháp mới mang lại sự tiến bộ quyết định trong công nghệ gene. | [ 94 ]          |
| 1993 |                                          | Michael Smith                                            | Canada Anh               | Nghiên cứu phát triển hai phương pháp mới mang lại sự tiến bộ quyết định trong công nghệ gene. | [ 94 ]          |
| 1994 | Olah                                     | George A. Olah                                           | Mỹ Hungary               | Những đóng góp trong ngành hóa carboncation. | [ 95 ]          |
| 1995 | Crutzen                                  | Paul J. Crutzen                                          | Hà Lan                   | Nghiên cứu về sự hình thành và phân hủy tầng ozone. | [ 96 ]          |
| 1995 | không khung                              | Mario J. Molina                                          | Mỹ México                | | [ 96 ]          |
| 1995 | Rowland                                  | F. Sherwood Rowland                                      | Mỹ                       | | [ 96 ]          |
| 1996 | không khung                              | Robert F. Curl Jr.                                       | Mỹ                       | Khám phá về Fullerene | [ 97 ]          |
| 1996 | Kroto                                    | Sir Harold Kroto                                         | Anh                      | Khám phá về Fullerene | [ 97 ]          |
| 1996 | không khung                              | Richard E. Smalley                                       | Mỹ                       | Khám phá về Fullerene | [ 97 ]          |
| 1997 | không khung                              | Paul D. Boyer                                            | Mỹ                       | Nghiên cứu cách thức các tế bào cơ thể lưu trữ và truyền năng lượng. | [ 98 ]          |
| 1997 | không khung                              | John E. Walker                                           | Anh                      | Nghiên cứu cách thức các tế bào cơ thể lưu trữ và truyền năng lượng. | [ 98 ]          |
| 1997 | Skou                                     | Jens Christian Skou                                      | Đan Mạch                 | Nghiên cứu cách thức các tế bào cơ thể lưu trữ và truyền năng lượng. | [ 98 ]          |
| 1998 | Kohn                                     | Walter Kohn                                              | Mỹ                       | Nghiên cứu phát triển lý thuyết phiếm hàm mật độ. | [ 99 ]          |
| 1998 | không khung                              | John Pople                                               | Anh                      | Nghiên cứu phát triển các phương pháp tính toán trong hóa học lượng tử. | [ 99 ]          |
| 1999 | Zowel                                    | Ahmed Zewail (أحمد زويل)                                 | Mỹ                       | Tiên phong điều tra nghiên cứu các phản ứng hóa học cơ bản, sử dụng tia laser cực ngắn, trên thang thời gian mà các phản ứng thường xảy ra.                                                            | [ 100 ]         |
| 2000 | không khung                              | Alan J. Heeger                                           | Mỹ                       | Phát minh mang tính cách mạng trong lĩnh vực sản xuất các chất dẻo có thể dẫn điện và kích thích sự phát triển nhanh chóng của điện tử học phân tử.                                                    | [ 101 ]         |
| 2000 | không khung                              | Alan G. MacDiarmid                                       | Mỹ                       | Phát minh mang tính cách mạng trong lĩnh vực sản xuất các chất dẻo có thể dẫn điện và kích thích sự phát triển nhanh chóng của điện tử học phân tử.                                                    | [ 101 ]         |
| 2000 | không khung                              | Shirakawa Hideki (白川 英樹)                             | New Zealand Nhật Bản     | Phát minh mang tính cách mạng trong lĩnh vực sản xuất các chất dẻo có thể dẫn điện và kích thích sự phát triển nhanh chóng của điện tử học phân tử.                                                    | [ 101 ]         |
| 2001 |                                          | William Standish Knowles                                 | Mỹ                       | Về cách kiểm soát tốt hơn các phản ứng hóa học, dọn đường cho các loại dược phẩm trị bệnh tim và bệnh Parkinson.                                                                                       | [ 102 ]         |
| 2001 | Ryōji                                    | Noyori Ryōji (野依 良治)                                 | Nhật Bản                 | Về cách kiểm soát tốt hơn các phản ứng hóa học, dọn đường cho các loại dược phẩm trị bệnh tim và bệnh Parkinson.                                                                                       | [ 102 ]         |
| 2001 | không khung                              | K. Barry Sharpless                                       | Mỹ                       | Về cách kiểm soát tốt hơn các phản ứng hóa học, dọn đường cho các loại dược phẩm trị bệnh tim và bệnh Parkinson.                                                                                       | [ 102 ]         |
| 2002 | Fenn                                     | John B. Fenn                                             | Mỹ                       | Phát triển các cách thức dùng trong nhận diện và phân tích các phân tử sinh học lớn. | [ 103 ]         |
| 2002 | không khung                              | Tanaka Kōichi (田中 耕一)                                | Nhật Bản                 | Phát triển các cách thức dùng trong nhận diện và phân tích các phân tử sinh học lớn. | [ 103 ]         |
| 2002 | Wüthrich                                 | Kurt Wüthrich                                            | Thụy Sĩ                  | Phát triển các cách thức dùng trong nhận diện và phân tích các phân tử sinh học lớn. | [ 103 ]         |
| 2003 |                                          | Peter Agre                                               | Mỹ                       | Nghiên cứu về cách thức các chất chủ chốt tiến vào hoặc rời khỏi các tế bào trong cơ thể, và khám phá của họ liên quan tới các lỗ nhỏ, được gọi là "kênh", trên bề mặt tế bào.                         | [ 104 ]         |
| 2003 | MacKinnon                                | Roderick MacKinnon                                       | Mỹ                       | Nghiên cứu về cách thức các chất chủ chốt tiến vào hoặc rời khỏi các tế bào trong cơ thể, và khám phá của họ liên quan tới các lỗ nhỏ, được gọi là "kênh", trên bề mặt tế bào.                         | [ 104 ]         |
| 2004 | Aaron Ciechanover                        | Aaron Ciechanover (אהרון צ'חנובר)                        | Israel                   | Về cách thức các tế bào phân hủy. | [ 105 ]         |
| 2004 | Herhko                                   | Avram Hershko (אברהם הרשקו)                              | Israel Hungary           | Về cách thức các tế bào phân hủy. | [ 105 ]         |
| 2004 | Rose                                     | Irwin Rose                                               | Mỹ                       | Về cách thức các tế bào phân hủy. | [ 105 ]         |
| 2005 | không khung                              | Yves Chauvin                                             | Pháp                     | Nghiên cứu tìm ra cách làm giảm chất thải độc hại khi tạo ra các hóa chất mới. | [ 106 ]         |
| 2005 | Robert Grubbs                            | Robert H. Grubbs                                         | Mỹ                       | Nghiên cứu tìm ra cách làm giảm chất thải độc hại khi tạo ra các hóa chất mới. | [ 106 ]         |
| 2005 | Richard R. Schrock                       | Richard R. Schrock                                       | Mỹ                       | Nghiên cứu tìm ra cách làm giảm chất thải độc hại khi tạo ra các hóa chất mới. | [ 106 ]         |
| 2006 |                                          | Roger D. Kornberg                                        | Mỹ                       | Làm sáng tỏ cơ chế phân tử của quá trình phiên mã ở tế bào eukaryote. | [ 107 ]         |
| 2007 |                                          | Gerhard Ertl                                             | Đức                      | Nghiên cứu về các phản ứng hóa học trên bề mặt chất rắn. Công trình này tăng cường sự hiểu biết tại sao tầng ozone đang mỏng đi, cách thức các tế bào nhiên liệu hoạt động và thậm chí tại sao sắt gỉ. | [ 108 ]         |
| 2008 | Roger Y. Tsien                           | Roger Y. Tsien                                           | Mỹ                       | Khám phá đầu tiên về GFP và một loạt các phát triển quan trọng dẫn tới việc sử dụng nó như một công cụ quan trọng trong sinh học.                                                                      | [ 109 ]         |
| 2008 |                                          | Martin Chalfie                                           | Mỹ                       | Khám phá đầu tiên về GFP và một loạt các phát triển quan trọng dẫn tới việc sử dụng nó như một công cụ quan trọng trong sinh học.                                                                      | [ 109 ]         |
| 2008 |                                          | Shimomura Osamu                                          | Nhật Bản Mỹ              | Khám phá đầu tiên về GFP và một loạt các phát triển quan trọng dẫn tới việc sử dụng nó như một công cụ quan trọng trong sinh học.                                                                      | [ 109 ]         |
| 2009 | Venkatraman Ramakrishnan                 | Venkatraman Ramakrishnan                                 | Anh                      | Nghiên cứu về cấu trúc và chức năng của ribosome | [ 110 ]         |
| 2009 | Thomas A. Steitz                         | Thomas A. Steitz                                         | Mỹ                       | Nghiên cứu về cấu trúc và chức năng của ribosome | [ 110 ]         |
| 2009 | không khung                              | Ada E. Yonath (עדה יונת)                                 | Israel                   | Nghiên cứu về cấu trúc và chức năng của ribosome | [ 110 ]         |
| 2010 | Richard Heck                             | Richard Heck                                             | Mỹ                       | Nghiên cứu tiên phong trong phản ứng nối mạch với Palladium làm chất xúc tác trong tổng hợp hữu cơ | [ 111 ]         |
| 2010 | Ei-ichi Negishi                          | Ei-ichi Negishi                                          | Nhật Bản                 | Nghiên cứu tiên phong trong phản ứng nối mạch với Palladium làm chất xúc tác trong tổng hợp hữu cơ | [ 111 ]         |
| 2010 | Akira Suzuki                             | Suzuki Akira                                             | Nhật Bản                 | Nghiên cứu tiên phong trong phản ứng nối mạch với Palladium làm chất xúc tác trong tổng hợp hữu cơ | [ 111 ]         |
| 2011 | Dan Shechtman                            | Dan Shechtman                                            | Israel                   | Khám phá ra Giả tinh thể | [ 112 ]         |
| 2012 | Robert Lefkowitz                         | Robert Lefkowitz                                         | Mỹ                       | Nghiên cứu về thụ thể bắt cặp với protein G. | [ 7 ]           |
| 2012 | Brian Kobilka                            | Brian Kobilka                                            | Mỹ                       | Nghiên cứu về thụ thể bắt cặp với protein G. | [ 7 ]           |
| 2013 |                                          | Martin Karplus                                           | Mỹ Áo                    | Nghiên cứu phát triển về các mô hình đa quy mô dành cho các hệ thống hóa học phức tạp | [ 113 ]         |
| 2013 | Michael Levitt                           | Michael Levitt                                           | Mỹ Vương quốc Anh Israel | Nghiên cứu phát triển về các mô hình đa quy mô dành cho các hệ thống hóa học phức tạp | [ 113 ]         |
| 2013 | Arieh Warshel                            | Arieh Warshel                                            | Mỹ Israel                | Nghiên cứu phát triển về các mô hình đa quy mô dành cho các hệ thống hóa học phức tạp | [ 113 ]         |
| 2014 |                                          | Eric Betzig                                              | Mỹ                       | vì những đóng góp cách mạng cho lĩnh vực quang học nano mà đã phá vỡ niềm tin từ lâu về giới hạn phân giải của kính hiển vi quang học và tạo ảnh                                                       | [ 115 ]         |
| 2014 | Stefan W Hell                            | Stefan Hell                                              | Đức                      | vì những đóng góp cách mạng cho lĩnh vực quang học nano mà đã phá vỡ niềm tin từ lâu về giới hạn phân giải của kính hiển vi quang học và tạo ảnh                                                       | [ 115 ]         |
| 2014 | W. E. Moerner                            | William E. Moerner                                       | Mỹ                       | vì những đóng góp cách mạng cho lĩnh vực quang học nano mà đã phá vỡ niềm tin từ lâu về giới hạn phân giải của kính hiển vi quang học và tạo ảnh                                                       | [ 115 ]         |
| 2015 |                                          | Tomas Lindahl                                            | Thụy Điển Vương quốc Anh | cho cơ chế sửa chữa DNA ở tế bào bị tổn thương | [ 116 ]         |
| 2015 |                                          | Paul L. Modrich                                          | Mỹ                       | cho cơ chế sửa chữa DNA ở tế bào bị tổn thương | [ 116 ]         |
| 2015 |                                          | Aziz Sancar                                              | Mỹ Thổ Nhĩ Kỳ            | cho cơ chế sửa chữa DNA ở tế bào bị tổn thương | [ 116 ]         |
| 2016 |                                          | Jean-Pierre Sauvage                                      | Pháp                     | cho thiết kế và tổng hợp các cỗ máy phân tử | [ 117 ]         |
| 2016 |                                          | Fraser Stoddart                                          | Mỹ Anh                   | cho thiết kế và tổng hợp các cỗ máy phân tử | [ 117 ]         |
| 2016 |                                          | Ben Feringa                                              | Hà Lan                   | cho thiết kế và tổng hợp các cỗ máy phân tử | [ 117 ]         |
| 2017 |                                          | Jacques Dubochet                                         | Thụy Sĩ                  | cho phát triển hiển vi điện tử lạnh giúp xác định cấu trúc với độ phân giải cao của các phân tử sinh học trong dung dịch                                                                               | [ 118 ]         |
| 2017 |                                          | Joachim Frank                                            | Mỹ Đức                   | cho phát triển hiển vi điện tử lạnh giúp xác định cấu trúc với độ phân giải cao của các phân tử sinh học trong dung dịch                                                                               | [ 118 ]         |
| 2017 |                                          | Richard Henderson                                        | Anh                      | cho phát triển hiển vi điện tử lạnh giúp xác định cấu trúc với độ phân giải cao của các phân tử sinh học trong dung dịch                                                                               | [ 118 ]         |
| 2018 |                                          | George P. Smith                                          | Mỹ                       | cho những nghiên cứu giúp kiểm soát được quá trình tiến hóa, biến đổi và chọn lọc gen để phát triển các protein mới.                                                                                   | [ 119 ]         |
| 2018 |                                          | Frances Arnold                                           | Mỹ                       | cho những nghiên cứu giúp kiểm soát được quá trình tiến hóa, biến đổi và chọn lọc gen để phát triển các protein mới.                                                                                   | [ 119 ]         |
| 2018 |                                          | Sir Gregory Paul Winter                                  | Anh                      | cho những nghiên cứu giúp kiểm soát được quá trình tiến hóa, biến đổi và chọn lọc gen để phát triển các protein mới.                                                                                   | [ 119 ]         |
| 2019 |                                          | Yoshino Akira                                            | Nhật Bản                 | cho những nghiên cứu pin Li-ion. | [ 120 ]         |
| 2019 |                                          | M. Stanley Whittingham                                   | Anh                      | cho những nghiên cứu pin Li-ion. | [ 120 ]         |
| 2019 |                                          | John Bannister Goodenough                                | Mỹ Đức                   | cho những nghiên cứu pin Li-ion. | [ 120 ]         |
| 2020 |                                          | Emmanuelle Charpentier                                   | Pháp Đức                 | cho việc phát triển một phương pháp chỉnh sửa gen | [ 121 ]         |
| 2020 |                                          | Jennifer Doudna                                          | Mỹ                       | cho việc phát triển một phương pháp chỉnh sửa gen | [ 121 ]         |
| 2021 |                                          | Benjamin List                                            | Đức                      | cho nghiên cứu phát triển các phân tử xúc tác hữu cơ bất đối xứng | [ 122 ]         |
| 2021 |                                          | David MacMillan                                          | Mỹ Anh                   | cho nghiên cứu phát triển các phân tử xúc tác hữu cơ bất đối xứng | [ 122 ]         |
| 2022 |                                          | Carolyn R. Bertozzi                                      | Hoa Kỳ ·                 | cho nghiên cứu phát triển hóa học click và hóa học sinh trực giao | [ 123 ]         |
| 2022 |                                          | Morten Meldal                                            | Đan Mạch ·               | cho nghiên cứu phát triển hóa học click và hóa học sinh trực giao | [ 123 ]         |
| 2022 |                                          | K. Barry Sharpless                                       | Hoa Kỳ ·                 | cho nghiên cứu phát triển hóa học click và hóa học sinh trực giao | [ 123 ]         |
| 2023 | Tập tin:Moungi Bawendi.png               | Moungi G. Bawendi                                        | Pháp · Tunisie ·         | cho nghiên cứu chấm lượng tử, những bộ phận nhỏ nhất của công nghệ nano, ứng dụng truyền ánh sáng từ TV và đèn LED, chiếu sáng mô ung thư cho bác sĩ phẫu thuật                                        | [ 124 ]         |
| 2023 |                                          | Louis E. Brus                                            | Hoa Kỳ ·                 | cho nghiên cứu chấm lượng tử, những bộ phận nhỏ nhất của công nghệ nano, ứng dụng truyền ánh sáng từ TV và đèn LED, chiếu sáng mô ung thư cho bác sĩ phẫu thuật                                        | [ 124 ]         |
| 2023 |                                          | Alexey Ekimov                                            | Hoa Kỳ · Nga ·           | cho nghiên cứu chấm lượng tử, những bộ phận nhỏ nhất của công nghệ nano, ứng dụng truyền ánh sáng từ TV và đèn LED, chiếu sáng mô ung thư cho bác sĩ phẫu thuật                                        | [ 124 ]         |